# 城主町
城主町（じょうしゅちょう）は、愛知県名古屋市中村区の地名。現行行政地名は城主町1丁目から城主町6丁目。住居表示未実施。

## 地理
名古屋市中村区中央部に位置する。東は二ツ橋町、南は千成通に接する。

## 歴史

### 地名の由来
下中村町字城主による。

### 沿革
- 1939年（昭和14年）6月1日 - 以下の通り、中村区下中村町および米野町の各一部により、同区城主町として成立[1]。
  - 城主町1丁目が、下中村町字城主・字穴田迎および米野町字二ツ橋の各一部により成立[1]。
  - 城主町2丁目が、米野町字二ツ橋および下中村町字城主の各一部により成立[1]。
  - 城主町3丁目が、下中村町字城主の一部により成立[1]。
  - 城主町4丁目が、下中村町字城主・字赤須賀の各一部により成立[9]。
  - 城主町5丁目が、下中村町字赤須賀・字城主・字白子畑の各一部により成立[9]。
  - 城主町6丁目が、下中村町字城主・字白子畑・字流・字赤須賀の各一部により成立[9]。

## 世帯数と人口
2019年（平成31年）2月1日現在の世帯数と人口は以下の通りである。
| 町丁   | 世帯数  | 人口  |
| ------ | ------- | ----- |
| 城主町 | 318世帯 | 666人 |

### 人口の変遷
国勢調査による人口の推移
| 1950年（昭和25年） | 842人   | [ 10 ] |  |
| 1955年（昭和30年） | 1,087人 | [ 10 ] |  |
| 1960年（昭和35年） | 1,369人 | [ 11 ] |  |
| 1965年（昭和40年） | 1,515人 | [ 11 ] |  |
| 1970年（昭和45年） | 1,391人 | [ 12 ] |  |
| 1975年（昭和50年） | 1,192人 | [ 12 ] |  |
| 1980年（昭和55年） | 1,131人 | [ 13 ] |  |
| 1985年（昭和60年） | 1,060人 | [ 13 ] |  |
| 1990年（平成2年）  | 795人   | [ 14 ] |  |
| 1995年（平成7年）  | 719人   | [ 15 ] |  |
| 2000年（平成12年） | 673人   | [ 16 ] |  |
| 2005年（平成17年） | 632人   | [ 17 ] |  |
| 2010年（平成22年） | 636人   | [ 18 ] |  |
| 2015年（平成27年） | 629人   | [ 19 ] |  |

## 学区
市立小・中学校に通う場合、学校等は以下の通りとなる。また、公立高等学校に通う場合の学区は以下の通りとなる。
| 番・番地等 | 小学校               | 中学校               | 高等学校 |
| ---------- | -------------------- | -------------------- | -------- |
| 全域       | 名古屋市立日吉小学校 | 名古屋市立豊国中学校 | 尾張学区 |

## 施設
- 名古屋市立日吉小学校[8]

## その他

### 日本郵便
- 郵便番号 : 453-0819[4]（集配局：中村郵便局[22]）。